# Escola de Teatro Sylvia Young
A Escola de Teatro Sylvia Young é uma escola independente na área de Marble Arch, em Londres, Inglaterra. É uma escola especializada em artes cênicas, nomeada em homenagem a sua fundadora e diretora, Sylvia Young.

## Perfil da escola
A Escola de Teatro Sylvia Young foi fundada em 1972 com aulas de meio período, no Leste de Londres. Foi estabelecida como uma escola em período integral em 1981, em Drury Lane, mas devido à expansão mudou-se para a Estrada Rossmore, em Marylebone, no ano de 1983. A escola mudou suas instalações, mais uma vez, em 2010, para uma igreja convertida em Nutford Place, Westminster. A escola tem como objetivo fornecer uma base sólida para construir uma carreira em artes performativas (teatro, televisão, etc.), ao mesmo tempo garantindo que os estudos acadêmicos sejam consistentemente de alto padrão.
Alunos frequentam a escola em período integral (alunos com idades entre 10 e 16 anos), em período parcial nas noites de quinta-feira ou sábado (alunos com idades entre 4 e 18 anos), ou turmas de verão (alunos com idades entre 7 e 18 anos). Dias experimentais e aulas para adultos também estão disponíveis.
Alunos da Escola de Teatro Sylvia Young apareceram na TV, filmes e produções teatrais, incluindo papéis principais em Matilda, Billy Elliott, O Rei Leão, O Guarda-costas, Les Misérables, e Charlie e A Fábrica de Chocolate. Ex-alunos incluem atores do National Theatre e Royal Shakespeare Company e artistas em programas de TV e música, incluindo Billie Piper, Denise Van Outen, Tom Fletcher, Matt Willis, Amy Winehouse, Rita Ora, Nathan Sykes, Jenna Russell, Emma Bunton, e os membros dos elencos passados e presente de East Enders.

## Ex-alunos notáveis
Artistas que participaram da Escola de Teatro Sylvia Young Theatre, incluem:
- Adam Woodyatt
- Adele Silva
- Alex Pettyfer
- Alex Walkinshaw
- Amy Winehouse
- Ashley Horne
- Ashley Walters
- Bessie Cursons[1]
- Billie Piper
- Camilla Power
- Ceallach Spellman[2]
- Clare Buckfield
- Clare Burt
- Danielle McCormack
- Danniella Westbrook
- Dean Gaffney
- Denise Van Outen
- Desmond Askew
- Dionne Bromfield[3]
- District3
- Dua Lipa
- Ella Purnell
- Emma Bunton
- Frances Ruffelle
- Hollie Chapman[4]
- Iain Robertson
- Isabel Hodgins
- Jake Roche
- Jade Ewen
- Jade Alleyne
- James Lance
- Jamie Borthwick
- Jasmine Thompson
- Javine Hylton
- Jaymi Hensley
- Gemma Collins
- Giovanna Fletcher
- Jemima Rooper
- Jenna Russell
- Jesy Nelson
- Jodi Albert
- John Pickard
- Jon Lee
- Joseph Kpobie
- Josh Cuthbert
- Kara Tointon
- Keeley Hawes
- Kellie Bright
- Laura Evans[5]
- Laura Sadler[6]
- Lauren Platt
- Leigh-Anne Pinnock
- Letitia Dean
- Louisa Lytton
- Luisa Bradshaw-White
- Matt Di Angelo
- Matt Willis
- Matthew James Thomas
- Melanie Blatt
- Mohammed George
- Natalie Appleton
- Nathan Sykes
- Nicholas Hoult
- Nick Berry
- Nick Pickard
- Nicola Stapleton
- Nicole Appleton
- Perry Fenwick
- Preeya Kalidas
- Rita Ora[7]
- Sam Callahan
- Samantha Womack
- Sapphire Elia
- Sarah Harrison
- Scott Robinson
- Sean Borg
- Shannon Arrum Williams
- Sheree Murphy
- Sophie Lawrence
- Stefan Abingdon
- Steven Mackintosh
- Kim Walker[desambiguação necessária]
- Sydney Rae White
- Tamzin Outhwaite
- Tom Fletcher
- Vanessa White